# (36178) 1999 SP16
1999 SP16 (asteroide 36178) é um asteroide da cintura principal. Possui uma excentricidade de 0.04096360 e uma inclinação de 6.22551º.
Este asteroide foi descoberto no dia 29 de setembro de 1999 por CSS em Catalina.